# Чучман Євген
 Євген Чучман (*25 січня 1894, Буськ, Королівство Галичини та Володимирії — †1 листопада 1966, Торонто, Канада) — український спортивний та громадський діяч, підприємець.

## Життєпис
Народився 1894 року в Буську на Львівщині. Закінчив у 1914 році Львівську академічну гімназію. Невдовзі після початку Першої світової війни був вивезений бранцем до Росії. У 1917-1918 роках був службовцем одного з міністерств УНР, одночасно здобуваючи вищу освіту на правничому відділі Університету св. Володимира у Києві. 
Після закінчення правничих студій, тепер вже на еміграції, повернувся до Галичини, де обіймав посаду помічника адвоката в Золочеві. 1926 року переїхав до Львова, де спершу працював у регіональному відділі однієї з лодзьких мануфактур, а з 1932 року став співвласником графічного закладу «Унія», заснованого його братом Маріяном за кілька літ до того. 
У міжвоєнну пору весь свій вільний час Євген Чучман присвячував організації українського спорту. В його розвитку він вбачав важливу складову у процесі формування національної самосвідомості української молоді. Від 1926 року незмінно входив до правління найпопулярнішого українського спортивного товариства Галичини дорадянських часів «Україна». Чимало літ завідував футбольною секцією (клубом) згаданої організації. Водночас організував і довгий час очолював шахову дружину «Шаховий коник», яка дала дорогу у світ таким знаним у майбутньому майстрам, як Степан Попель, Мирослав Турянський та ін. Практично протягом усього свого перебування у Львові дописував до популярного часопису «Діло», передовсім на спортивну тематику. 
Після вибуху Другої світової війни тривалий час перебував у Німеччині, зокрема у Фрайбурзі, де був головою Українського допомогового комітету. 1949 року виїхав до Канади. Згодом остаточно осів у Торонто, де працював в сфері торгівлі земельними ділянками аж до виходу на пенсію 1960 року.
Пішов з життя 1 листопада 1966 року.